# Анакортес (Вашингтон)
Анакортес (англ. Anacortes) — місто (англ. city) в США, в окрузі Скеджіт штату Вашингтон. Населення — 17 637 осіб (2020).

## Географія
Анакортес розташований за координатами 48°29′19″ пн. ш. 122°37′26″ зх. д. / 48.48861° пн. ш. 122.62389° зх. д. (48.488725, -122.623980).  За даними Бюро перепису населення США в 2010 році місто мало площу 40,23 км², з яких 30,43 км² — суходіл та 9,80 км² — водойми.

### Клімат
| Клімат : Анакортес      | Клімат : Анакортес | Клімат : Анакортес | Клімат : Анакортес | Клімат : Анакортес | Клімат : Анакортес | Клімат : Анакортес | Клімат : Анакортес | Клімат : Анакортес | Клімат : Анакортес | Клімат : Анакортес | Клімат : Анакортес | Клімат : Анакортес | Клімат : Анакортес |
| Показник                | Січ.               | Лют.               | Бер.               | Квіт.              | Трав.              | Черв.              | Лип.               | Серп.              | Вер.               | Жовт.              | Лист.              | Груд.              | Рік                |
| Абсолютний максимум, °C | 18,3               | 20,6               | 26,1               | 28,3               | 32,2               | 35,0               | 38,3               | 35,0               | 31,1               | 27,8               | 20,6               | 23,3               | 38,3               |
| Середній максимум, °C   | 7,3                | 9,2                | 11,3               | 14,3               | 17,6               | 20,1               | 22,3               | 22,3               | 19,7               | 15,1               | 10,6               | 7,9                | 14,8               |
| Середня температура, °C | 4,3                | 5,7                | 7,4                | 9,8                | 12,6               | 14,9               | 16,7               | 16,7               | 14,7               | 11,1               | 7,3                | 5,1                | 10,6               |
| Середній мінімум, °C    | 1,4                | 2,2                | 3,4                | 5,3                | 7,6                | 9,8                | 10,9               | 11,0               | 9,7                | 7,0                | 4,1                | 2,2                | 6,2                |
| Абсолютний мінімум, °C  | −14,4              | −12,8              | −7,8               | −2,8               | −0,6               | 0,6                | 1,7                | 0,6                | −7,2               | −5                 | −12,2              | −15,6              | −15,6              |
| Норма опадів, мм        | 90                 | 63                 | 59                 | 46                 | 40                 | 35                 | 20                 | 25                 | 39                 | 67                 | 98                 | 96                 | 679                |
| Днів з опадами          | 17                 | 13                 | 14                 | 12                 | 9                  | 8                  | 4                  | 5                  | 8                  | 12                 | 17                 | 17                 | 136,0              |
| ----------------------- | ------------------ | ------------------ | ------------------ | ------------------ | ------------------ | ------------------ | ------------------ | ------------------ | ------------------ | ------------------ | ------------------ | ------------------ | ------------------ |
| Джерело:                |                    |                    |                    |                    |                    |                    |                    |                    |                    |                    |                    |                    |                    |

## Демографія
Згідно з переписом 2010 року, у місті мешкало 15 778 осіб у 6980 домогосподарствах у складі 4461 родини. Густота населення становила 392 особи/км².  Було 7680 помешкань (191/км²).
Расовий склад населення:
| - 91,5 % — білих - 1,9 % — азіатів - 1,0 % — корінних американців - 0,7 % — чорних або афроамериканців - 0,1 % — вихідців з тихоокеанських островів - 1,6 % — осіб інших рас |

До двох чи більше рас належало 3,3 %. Частка іспаномовних становила 5,0 % від усіх жителів.
За віковим діапазоном населення розподілялося таким чином: 19,6 % — особи молодші 18 років, 57,5 % — особи у віці 18—64 років, 22,9 % — особи у віці 65 років та старші. Медіана віку мешканця становила 47,2 року. На 100 осіб жіночої статі у місті припадало 91,9 чоловіків;  на 100 жінок у віці від 18 років та старших — 89,2 чоловіків також старших 18 років.
Середній дохід на одне домашнє господарство  становив 76 391 долар США (медіана — 60 419), а середній дохід на одну сім'ю — 88 126 доларів (медіана — 73 764). Медіана доходів становила 57 731 долар для чоловіків та 38 510 доларів для жінок. За межею бідності перебувало 10,3 % осіб, у тому числі 12,4 % дітей у віці до 18 років та 6,5 % осіб у віці 65 років та старших.
Цивільне працевлаштоване населення становило 6785 осіб. Основні галузі зайнятості: освіта, охорона здоров'я та соціальна допомога — 22,2 %, мистецтво, розваги та відпочинок — 13,5 %, роздрібна торгівля — 12,3 %, виробництво — 11,5 %.